# 卡洛斯·拉塞尔达
卡洛斯·弗雷德里科·韦内克·德·拉塞尔达（葡萄牙語：Carlos Frederico Werneck de Lacerda，1914年4月30日—1977年5月21日），巴西记者、政治家。

## 生平

### 早年
1914年，拉塞尔达生于里约热内卢的一个政治世家，其父亲为政治家、作家毛里西奥·德·拉塞尔达(葡萄牙語：Maurício de Lacerda)，母亲为奥尔加·卡米尼奥·维尔内克(葡萄牙語：Olga Caminhoá Werneck)。他的祖父塞巴斯蒂昂·拉塞尔达(葡萄牙語：Sebastião Lacerda)曾在普鲁登特·德·莫拉伊斯时期任联邦最高法官、交通部长。他的家人将他取名为“卡洛斯·弗里德里科”，以向卡尔·马克思与弗里德里希·恩格斯致敬。
1929年，他进入里约热内卢大学法学院（现里约热内卢联邦大学国家法学院）学习法律与社会科学。早年的拉塞尔达同情左翼思想，支持共产主义，并积极参与左翼政治活动，并因此于1932年退学。然而，1939年后，他与共产主义决裂，成为了坚定的反共主义者与保守主义者，并以坚决反对热图利奥·瓦加斯而闻名。
1929 年，他在报刊《每日新闻》(葡萄牙語：Diário de Notícias)中任职，开始了他的新闻事业。 1949年，他创办了报刊《论坛报》。
1945年，拉塞尔达加入右翼反对党全国民主联盟。1947年起，拉塞尔达迈入政界，被选入联邦区议会，即当时的里约热内卢市议会。1950年，他被选为全国民主联盟在里约热内卢的众议员候选人，此后成为了瓦加斯的主要政治对手之一。

### 遇刺
1954年8月5日，演讲归来途中，拉塞尔达在住所附近的托内莱罗路(葡萄牙語：Diário de Notícias)上遭遇刺客袭击。刺客杀死了巴西空军少校鲁本斯·瓦兹(葡萄牙語：Rubens Vaz)，拉塞尔达脚部受到轻伤，被紧急送医。
拉塞尔达在院中声称暗杀与瓦加斯政权官方相关，迫使后者进行调查。调查表明瓦加斯的贴身保镖、绰号“黑天使”(葡萄牙語：Anjo Negro)的格雷戈里·福图纳托(葡萄牙語：Gregório Fortunato)制造了这起事件，热图利奥·瓦加斯之弟本杰明·瓦加斯(葡萄牙語：Benjamin Vargas)等人也密切参与了策划。
暗杀事件随即演变为政治危机，最终导致热图利奥·瓦加斯自杀身亡。

### 中年
1954年后，拉塞尔达被选入巴西众议院。此后，他还反对儒塞利诺·库比契克的政府。
1960年，在巴西迁都巴西利亚后，拉塞尔达被选为瓜纳巴拉州州长，该州范围包括里约热内卢。其政府设法处理了里约的种种长期问题——诸如水务、公共交通、住房等——并受到了美国政府与国际货币基金组织的赞赏。在施政中，拉塞尔达下令清除部分城市居民区——通常是土地开发商的目标区域——并在此期间造成多达140000人流离失所，其中大部分来自里约市南部罗德里戈·弗雷塔斯潟湖旁的三个贫民窟。
1961年，作为一名固执己见且颇具争议的政治家，拉塞尔达卷入了巴西总统雅尼奥·夸德罗斯的辞职危机。此后，他又密谋反对若昂·古拉特的总统任期。由于希望自己在1965年大选中被选为总统，他起初支持1964年的军事政变，且在大选前被指定为全国民主联盟的总统候选人。
然而，军方不愿放弃权力，1965年大选被迫取消，而拉塞尔达也无疑失去了军方支持。1966年后，他转而反对军政府政权，试图在巴西恢复民主，并为此与昔日宿敌库比契克、古拉特结盟。1968年，他被军政府逮捕，并被剥夺了十年竞选权利。从此，他退出政界，回到新闻界，经营自己的报纸《新前沿》(葡萄牙語：Nova Fronteira)。
1977年，他因心脏病突发在里约热内卢去世。 